# Didemnum tetrahedrum
Didemnum tetrahedrum är en sjöpungsart som beskrevs av Dias och Rodrigues 2004. Didemnum tetrahedrum ingår i släktet Didemnum och familjen Didemnidae. Inga underarter finns listade i Catalogue of Life.